# Патрик Райтанен
Патрик Райтанен (фін. Patrik Raitanen, нар. 13 червня 2001, Улвіла, Фінляндія) — фінський футболіст, захисник клубу ГІК.
На правах оренди грає у клубі «Марієгамн».

## Ігрова кар'єра

### Клубна
Патрик Райтанен замйався футболом в академіях англійського «Ліверпуля», італійського СПАЛ та нідерландської «Фортуни» (Сіттард). Саме з останнім клубом футболіст підписав професійний контракт і у вересні 2019 року дебютував у чемпіонаті Нідерландів.
В Ередивізі Райтанен провів лише дві гри і у 2021 році повернувся до Фінляндії, де приєднався до столичного клубу ГІК. Не зігравши в основі ГІКа жодного матчу, він виступав за фарм - клуб ГІКа «Клубі 04». А перед початком сезону 2022 року Райтанен відправився в оренду у клуб Вейккаусліги «Марієгамн».

### Збірна
З 2017 року Патрик Райтанен виступав за юнацькі збірні Фінляндії всіх вікових категорії.

## Приватне життя
Патрик є сином Раулі Райтанена - колишнього фінського хокеїста, гравця збірної Фінляндії з хокею.